# Yuki Igari
Yuki Igari (猪狩 佑貴 Igari Yuki?, nacido el 7 de abril de 1988 en Kanagawa) es un exfutbolista japonés. Jugaba de centrocampista y su último club fue el Fukushima United FC de Japón.

## Trayectoria

### Clubes
| Club                | País  | Año         |
| ------------------- | ----- | ----------- |
| Shonan Bellmare     | Japón | 2007 - 2013 |
| Sagawa Printing     | Japón | 2008        |
| Fukushima United FC | Japón | 2014        |

## Estadística de carrera

### J. League
| Club                | Año   | J. League | J. League | Copa J. League | Copa J. League | Total | Total |
| Club                | Año   | Part.     | Goles     | Part.          | Goles          | Part. | Goles |
| ------------------- | ----- | --------- | --------- | -------------- | -------------- | ----- | ----- |
| Shonan Bellmare     | 2007  | 1         | 0         | -              | -              | 1     | 0     |
| Shonan Bellmare     | 2009  | 16        | 1         | -              | -              | 16    | 1     |
| Shonan Bellmare     | 2010  | 2         | 0         | 2              | 0              | 4     | 0     |
| Shonan Bellmare     | 2011  | 1         | 0         | -              | -              | 1     | 0     |
| Shonan Bellmare     | 2012  | 6         | 0         | -              | -              | 6     | 0     |
| Shonan Bellmare     | 2013  | 1         | 0         | 3              | 0              | 4     | 0     |
| Fukushima United FC | 2014  | 7         | 0         | -              | -              | 7     | 0     |
| Total               | Total | 34        | 1         | 5              | 0              | 39    | 1     |